# Раков, Владимир Александрович
Владимир Александрович Раков (18 декабря 1948, Владивосток —24 апреля 2021, Владивосток) — советский и российский учёный-эколог, специалист в области биологии, гидробиологии, экологии и археологии, эксперт, общественный деятель. Главный научный сотрудник лаборатории морской экотоксикологии Тихоокеанского океанологического института имени В. И. Ильичёва ДВО РАН, академик Российской экологической академии. Доктор биологических наук (2004), профессор.
Был председателем координационного Совета по экологическим проблемам Приморского края, входил в состав Общественного экспертного совета по экологической безопасности сохранению окружающей среды и воспроизводству биологических ресурсов в Приморском крае. Экологические и археологические исследования А. В. Ракова получили широкое признание в России и за её пределами. По его рекомендации в 1988 году в «Красную книгу Российской Федерации» был включён ряд морских беспозвоночных.

## Биография
Родился в городе Владивосток в рабочей семье.
Среднюю школу окончил в 1966 году. В 1972 году окончил Дальневосточный государственный университет по специальности биология, специалист по гидробиологии и палеозоологии морских беспозвоночных.
В 1972—1988 годах работал в Тихоокеанском научно-исследовательском институте рыбного хозяйства и океанографии (ТИНРО) Министерства рыбного хозяйства СССР в должностях младшего, старшего научного сотрудника, заведующего сектором, лабораторией. Основным направлением научной работы было изучение биологических основ и разработка биотехнологий культивирования морских беспозвоночных, методов повышения биопродуктивности прибрежных вод.
В 1976—1980 годах обучался в целевой заочной аспирантуре Зоологического института АН СССР по специальности «гидробиология». В основной экспозиции музея Зоологического института РАН есть стенд, составленный из экспонатов, предоставленных А. В. Раковым.
В 1988 году перешёл работать в Дальневосточный государственный университет на кафедру гидробиологии и ихтиологии (ныне — кафедра биоразнообразия и морских биоресурсов) в должностях доцента, профессора.
С 2003 года и до конца жизни — профессор кафедры Водных биоресурсов и аквакультуры Дальрыбвтуза.
Читал специализированные курсы в Дальневосточном федеральном университете, Дальрыбвтузе, Морском государственном университете имени адмирала Г. И. Невельского. Специализировался по проблемам аквакультуры, морфологии, систематике морских безпозвоночных.
Как учёный совершал научные командировки в Японию (1980, 1988), Францию (1982), КНДР (1987).

## Достижения
Был известным общественным деятелем. Активно боролся за экологическую чистоту Приморского края, препятствовал сооружению рыбоперерабатывающего кластера на Дальнем Востоке (бухта Суходол), завода по переработке сжиженного природного газа в Хасанском районе. Автор более 380 научных работ, в том числе 20 монографий в области биологии и гидробиологии. Основные из них:
- «Проблемы дальневосточной рыбохозяйственной науки» (1985),
- «Культивирование тихоокеанских беспозвоночных и водорослей» (1987),
- «Первые рыболовы в заливе Петра Великого. Природа и древний человек в бухте Бойсмана» (1998),
- «Корбикула» (2002),
- «Определитель двустворчатых моллюсков Приморского края» (2006).

Был членом Всесоюзного (Всероссийского) гидробиологического общества (ВГБО), Дальневосточного малакологического общества (ДВМО). 
Был членом ряда общественных экологических советов:
- Общественного экспертного совета по экологической безопасности, охране окружающей среды и воспроизводству биологических ресурсов Приморского края,
- Координационного совета по проблемам экологии Приморского края,
- Общественного совета при управлении Росприроднадзора по Приморскому краю,
- Диссертационного совета при ДВФУ по специальности «гидробиология» и «ихтиология».

Зарегистрирован в федеральном реестре экспертов научно-технической сферы в ФГБНУ НИИ РИНКЦЭ Министерства образования и науки РФ с 2012 г. (Свидетельство №06-01692 от 31 июля 2018 г.), внештатный эксперт Управления Росприроднадзора и Управления по природным ресурсам Приморского края, эксперт по Красной книге РФ и др.

## Образование и научная карьера
Кандидатскую диссертацию по теме «Биологические основы культивирования тихоокеанской устрицы Crassostrea gigas (Thunberg) в заливе Петра Великого» в 1984 году защитил в Дальневосточном государственном университете, без отрыва от производства, во время работы в ТИНРО. Докторскую диссертацию по теме «Массовые виды промысловых двустворчатых моллюсков юга Дальнего Востока (экология и история хозяйственного использования)» защитил в 2003 году там же. Его исследования были включены в университетские курсы «Гидробиология», «Экология», «Аквакультура», читаемые им в высших учебных заведениях.

## Награды
- 1986 г. Почётная грамота Министерства рыбного хозяйства СССР и ЦК профсоюза рабочих пищевой промышленности «За успехи, достигнутые в выполнении плановых заданий и социалистических обязательств» от 30 июня 1986 года.
- 1986 г. Знак «Отличник социалистического соревнования рыбной промышленности СССР» (Приказ Министерства рыбного хозяйства СССР № 598 от 30 июня 1986 года).
- 2000 г. Почётное звание «Соросовский доцент» (Soros Associate Professor) в области точных наук от 1 июня 2000 года.
- 2004 г. Почётная грамота Министерства образования и науки РФ «За заслуги в научно-педагогической деятельности, большой вклад в дело подготовки высококвалифицированных специалистов»  (Приказ Министерства образования и науки РФ № 467/к от 22 ноября 2004 года).

## Научные труды

### Монографии
- Шунтов В.П., Коновалов С.М., Берзин А.А., Акулин В.Н., Бочаров Л.Н., Каредин Е.П., Кузин А.Е., Курочкин Ю.В., Леванидов И.П.,  Марковцев В.Г., Натаров В.В., Раков В.А., Родин В.Е., Суховеева М.В., Фадеев Н.С., Харченко A.M. Проблемы дальневосточной рыбохозяйственной науки (под ред. В.П. Шунтова) — М.: Агропромиздат, 1985. — 140 с.
- Алексеев В.П., Деревянко А.П., Боровский А.Д., Бродянский Д.Л., Павлюткин Б.И., Разов В.И., Разова Г.Г., Раков В.А. Проблемы тихоокеанской археологии. — Владивосток: Дальневост. ун-т, 1985. — 184 с.
- Марковцев В.Г., Белогрудов Е.А., Брегман Ю.Э., Буянкина O.K., Дзизюров В.Д., Ефимкин А.Я., Крупнова Т.Н., Кучерявенко А.В., Микулич Л.В., Мокрецова Н.Д., Пржеменецкая В.Ф., Раков В.А., Силкин В.А., Стоценко А.А., Чижов Л.Н., Шепель Н.А. Культивирование тихоокеанских беспозвоночных и водорослей. — М.: Агропромиздат, 1987. — 192 с.
- Кузьмин Я.В., Верховская Н.Б., Кундышев А.С., Черепанова М.В., Шумова Г.М., Джонс Г.А., Раков В.А. Комплексное изучение разрезов голоценовых отложений побережья залива Петра Великого (Японское море). — М.: Багира-Пресс, 1995. — 78 с. — ISBN 5-88-061-029-2.
- Беседнов Л.Н., Вострецов Ю.Е., Жущиховская И.С., Загорулько А.В., Кононенко Н.А., Короткий A.M., Раков В.А. Первые рыболовы в заливе Петра Великого: Природа и человек в бухте Бойсмана. — Владивосток: Дальнаука, 1998. — 390 с. — ISBN 5-74-421-076-8.
- Дацун В.М., Мизюркин М.А., Новиков Н.П., Раков В.А., Телятник СВ. Справочник по прибрежному рыболовству: биология, промысел и первичная обработка. — Владивосток: Дальрыбвтуз, 1999. — 262 с.
- Шавкунов Э.В., Бродянский Д.Л., Гельман Е.И., Раков В.А. Research Report on Russia's Primorsky culture Relics on the Parhae Kingdom. — The Koryo Aсademic & Cultural Foundation. Seoul, 1999. — 363 p. (корейск. и русск.)
- Явнов С.В., Раков В.А. Корбикула. — Владивосток: ТИНРО-центр, 2002. — 145 с. — ISBN 5-89-131-026-0.
- Раков В.А. Определитель двустворчатых моллюсков Приморского края. — Владивосток : Дальнаука, 2006. — 100 с. — ISBN 5-80-440-675-2.[9]
- Челомин В.П., Жабин И.А., Абросимова А.А. и др. Состояние морских экосистем, находящихся под влиянием стока реки Амур. — Владивосток: Дальнаука, 2009. — 238 с. — ISBN 978-5-8044-1063-7.
- Явнов С.В., Раков В.А. Искусственные рифы в заливе Петра Великого Японского моря. — Владивосток: Русский остров, 2024. — 318 с. — ISBN 978-5-93577-311-3.

### Статьи
- Раков В.А. Темпы роста и продолжительность жизни дальневосточного трепанга в заливе Посьета // Биология моря. 1982. № 4. С. 52-54.
- Rakov V.A. Ecological and morphological features of the Pacific oyster Crassostrea gigas from natural and cultivated populations in the bay of Peter the Great // Malacological Review. 1984. Vol. 17. P. 128.
- Раков В.А. Культивирование моллюсков во Франции // Биология моря. 1984. № 1. С. 66-71.
- Бродянский Д.Л., Раков В.А. Памятники первобытной аквакультуры // Природа. 1986. № 5. С. 43-45.[10]
- Джалл Э.Дж., Кузьмин Я.В., Лутаенко К.А., Орлова Л.А., Попов А.Н., Раков В.А., Сулержицкий Л.Д. Среднеголоценовая малакофауна неолитической стоянки Бойсман 2 (Приморье): состав, возраст, условия обитания // Доклады Академии наук. 1994. Т. 339. № 5. С. 697-700.
- Jones G.A., Kuzmin Y.V., Rakov V.A. Radiocarbon AMS dating of the thermophilous mollusc shells from peter the great gulf coast, Russian Far East // Radiocarbon. 1996. Vol. 38. No. 1. P. 58-59.
- Раков В.А., Табунков В.Д. Находка морского ежа Pseudocentrotus depressus у Южных Курильских островов // Биология моря. 2001. Т. 27, № 6. С. 456-457.
- Kuzmin Y.V., Burr G.S., Gorbunov S.V., Rakov V.A., Razjigaeva N.G. A tale of two seas: Reservoir age correction values (R, ΔR) for the Sakhalin Island (Sea of Japan and Okhotsk Sea) // Nuclear Instruments and Methods in Physics Research Section B: Beam Interactions with Materials and Atoms. 2007. Vol. 259. No. 1. P. 460-462.
- Kuzmin Y.V., Rakov V.A. Environment and prehistoric humans in the Russian Far East and neighbouring East Asia: Main patterns of interaction // Quaternary International. 2011. Vol. 237. No. 1-2. P. 103-108.
- Косьяненко А.А., Иваненко Н.В., Ярусова С.Б., Раков В.А., Косьяненко Д.В., Жуковская А.Ф., Жевтун И.Г. Содержание металлов в тканях пурпурной асцидии Halocynthia aurantium Pallas, 1787 (Ascidiacea: Stolidobranchia) из прибрежных акваторий Японского моря // Биология моря. 2021. Т. 47. № 5. С. 324-331.